# Spiophanes malayensis
Spiophanes malayensis är en ringmaskart som beskrevs av Maurice Caullery 1915. Spiophanes malayensis ingår i släktet Spiophanes och familjen Spionidae. Inga underarter finns listade i Catalogue of Life.